# Rick Rypien
Richard Joseph "Rick" Rypien, född 16 maj 1984 i Coleman, Alberta, död 15 augusti 2011 i Crowsnest Pass, Alberta, var en kanadensisk professionell ishockeyspelare som spelade 119 matcher för NHL-laget Vancouver Canucks.
Han spelade fyra säsonger i Regina Pats i den kanadensiska juniorhockeyligan WHL. Han spelade även för Manitoba Moose i AHL. I oktober 2010 blev Rypien avstängd från NHL hockey i sex matcher, efter att denne attackerat en supporter i samband med Vancouver Canucks bortamöte mot Minnesota Wild. Rypien skrev inför säsongen 2011/12 på ett ettårskontrakt med Winnipeg Jets.
Sedan 2008-09 var det klarlagt att Rypien led av depression och självmordstankar.
Den 15 augusti 2011 påträffades Rick Rypien död i sin lägenhet i Crowsnest Pass i Alberta, Kanada. Enligt uppgift misstänkte polisen inget brott. 
Han var kusin till den före detta utövaren av amerikansk fotboll, Mark Rypien som spelade som quarterback i National Football League (NFL) mellan 1986 och 2002 och som vann två Super Bowl (XXII och XXVI). Rypien var också syssling till den före detta ishockeyspelaren Shane Churla som spelade också i NHL mellan 1986 och 1997.

## Klubbar
- Regina Pats
- Manitoba Moose
- Vancouver Canucks